# Liebes Kind
Liebes Kind ist eine sechsteilige deutsche Mini-Serie aus dem Jahr 2023, die auf dem gleichnamigen Roman von Romy Hausmann basiert. Drehbuch und Regie teilten sich Isabel Kleefeld und Julian Pörksen in unterschiedlichen Konstellationen.

## Handlung
Die Geschichte beginnt mit dem ausgelassenen Spiel einer scheinbar glücklichen Familie in ihrem Wohnzimmer. Als der Vater nach Hause kommt, wandelt sich die Stimmung bedrohlich. Die Frau, die mit den beiden Kindern fröhlich spielte, ist plötzlich verängstigt und es wird klar, dass sie von dem Mann misshandelt wird, den die Kinder "Papa" nennen. Es wird erkennbar, dass die Wohnung der Familie abgeschirmt ist, mit verbarrikadierten Fenstern und Türen.
In der nächsten Szene flieht dieselbe Frau nachts durch den Wald und läuft auf ein Auto zu. Offenbar gerät sie in einen Unfall und wird mit ihrer vermeintlichen Tochter Hannah in ein Krankenhaus gebracht.
Durch Rückblenden und Dialoge stellt sich heraus, dass sie sich mit zwei Kindern längere Zeit in der Gewalt eines Entführers befand. Die entführte Frau steht zudem in Verbindung zu einem seit 13 Jahren ungelösten Vermisstenfall Lena Beck. 
Die leitende Ermittlerin Aida Kurt befragt Hannah, gemeinsam mit Dr. Hemstedt, vom Jugendamt bestellten Kinderpsychiater, während die Unbekannte noch operiert wird. Währenddessen erfährt Gerd Bühling vom LKA von den jüngsten Ereignissen. Er hat vor 13 Jahren den Fall Lena Beck bearbeitet und ist außerdem ein Kindheitsfreund Lenas, was er seinen Vorgesetzten jedoch verschwiegen hatte, um nicht vom Fall abgezogen zu werden. Den Vorschriften zum Trotz informiert er noch in derselben Nacht Lenas Eltern. Im Krankenhaus erkennt Lenas Vater Matthias jedoch, dass es sich bei der Frau im Krankenhaus nicht um seine Tochter handelt. Matthias verlässt wütend das Krankenzimmer und erleidet einen Nervenzusammenbruch auf dem Flur. Dort begegnet er Hannah. Er und auch seine Frau erkennen in Hannah eine verblüffende Ähnlichkeit mit ihrer verschwundenen Tochter, und Hannah erkennt in Matthias wiederum ihren Großvater wieder.
Aida Kurt versucht inzwischen, die versteckte Hütte und Hannahs Bruder Jonathan zu finden. Ausgehend von der Unfallstelle verfolgt sie gemeinsam mit der diensthabenden Streife und den Einsatzkräften der Hundestaffel die Spur bis zu einem verlassenen Militärgelände der NATO. Ohne deren Freigabe abzuwarten, gibt sie den Befehl, das Gelände zu stürmen, weil sie Gefahr im Verzug sieht. 
Hannah wird unterdessen von Dr. Hemstedt in die örtliche psychiatrische Kinderklinik gebracht. Matthias folgt den beiden unbemerkt. Er steigert sich in die Vorstellung hinein, seine Enkelin Hannah zu sich zu holen und bereitet Lenas altes Zimmer vor. 
Beim Sturm auf das Gelände laufen die Beamten auf ein Minenfeld und einer verletzt sich schwer. Der Kampfmittelräumdienst wird gerufen und räumt das Gelände. Im Anschluss suchen die Beamten das Areal erneut ab und finden das fensterlose Gebäude. Aida Kurt findet eine Leiche mit zerfetztem Gesicht und kurz darauf auch Jonathan.
Er wird zu Hannah in die Klinik gebracht und diese fragt sofort, ob er den Beamten etwas von Sarah erzählt habe. Hannah sehnt sich zurück nach Hause zu „Mama“ und Fräulein Tinki, ihrer Stoffkatze. Sie hat Tagträume, die den Eindruck erwecken, sie sei schon einmal außerhalb des Hauses gewesen. Ein Beamter findet jedoch auf der Unterseite von Hannahs Bett eine Zeichnung all dieser Orte inklusive eines Bildes des Großvaters.
In weiteren Rückblenden wird gezeigt, wie die entführte Unbekannte fünf Monate zuvor in einem Raum gefangengehalten wird. Der Entführer spricht sie mit Lena an. Durch psychische und physische Misshandlung bricht er ihren Willen. Er blondiert ihr die Haare, verbrennt ihr den Handballen und beginnt, ihren Alltag minutiös zu diktieren. Er stellt sie den Kindern als Mama und sich als ihren Ehemann vor. Aus der Vorstellung ist erkennbar, dass es bereits vor ihr eine „Mama“ gegeben hat.
Gerd verbringt die Zeit bei der Unbekannten im Krankenhaus und versucht immer wieder, ins Gespräch zu kommen. Als er von Aida erfährt, dass Jonathan gefunden und der Entführer tot ist, gibt er diese Neuigkeit sofort an sie weiter. Endlich bricht diese ihr Schweigen und sagt Gerd, dass sie Jasmin Grass heißt, aus Freiburg kommt und in Düsseldorf wohnt. Sie bittet sichtlich erleichtert darum, ihren Vater in Freiburg zu benachrichtigen. 
Als Gerd ihr wenig später widerstrebend ein Foto der verstümmelten Leiche zeigt, reagiert sie erneut panisch und schreit immer wieder, dass sie das nicht getan hat. 
Gerd fährt zu Aida an den Tatort und beide durchsuchen gemeinsam mit der Spurensicherung nach Hinweisen. Während der Durchsuchung zündet eine vom Täter installierte Bombe und vernichtet alle Beweise.
Bei der Obduktion des gefundenen Leichnams stellt sich heraus, dass dessen Gesicht erst nach seinem Tod verstümmelt wurde, die Todesursache war Genickbruch. Das passt nicht zu Jasmins Darstellung, dass sie dem Täter einen einzelnen Schlag auf die Schläfe versetzt haben will. Auch ist er nicht der Vater der beiden Kinder. Zudem zeigt der DNA-Abgleich, dass Jonathan und Hannah zwar dieselbe Mutter haben, nämlich die vermisste Lena Beck, jedoch zwei verschiedene Väter. Daraus schließen die Ermittler, dass es mindestens einen weiteren Täter gegeben haben muss.
In einem Waldstück finden die Beamten einen menschlichen Schädel und Kleidung, wie Jasmin sie zu tragen gezwungen wurde. Es handelt sich hierbei zwar nicht um Lena, es werden jedoch Haare von Lena am Zopfgummi der Toten gefunden. Die Ermittlungen werden ausgedehnt, und man sucht nach weiteren vermissten Frauen auf dem Gelände. Wenig später werden weitere acht Leichen gefunden.
Jasmin wird von ihrem Vater aus dem Krankenhaus geholt und in ihre Wohnung gebracht. Er bleibt jedoch nicht bei ihr. Sie kämpft mit dem Erlebten – sie hat Halluzinationen, in denen jede Handlung von ihrem Entführer kommentiert wird. In ihrer Tasche findet sie eine Glasscherbe, die sie im Krankenhaus von Hannah erhalten hat mit der Warnung: „Er ist immer bei dir.“ Es handelt sich dabei um eine Scherbe der zerbrochenen Schneekugel, mit der auch der Leichnam verstümmelt wurde. Sie kann sich nur schwer von den auferzwungenen Regeln im Alltag lösen. In einem ersten Schritt färbt sie sich die Haare wieder brünett.
In einer Einkaufstüte, die ihre Nachbarin ihr vor die Tür stellte, findet sie ein blondes Färbemittel und Energieriegel, den es immer als Belohnung von ihrem Entführer gegeben hatte. Bühling besucht Jasmin und zeigt ihr ein Phantombild des Entführers. Es handelt sich hierbei jedoch um den Fahrer des Wagens, der Jasmin während ihrer Flucht angefahren hatte und danach ermordet wurde. Jasmin bestätigt allerdings, dass es sich bei dem Mann um den Entführer handele. Sie versucht sich wenig später in der Wanne selbst zu töten, wird jedoch von ihrer Nachbarin unterbrochen; dabei entdeckt sie eine Kamera an ihrer Badezimmerdecke. Sie färbt sich daraufhin ihre Haare wieder blond. Dies fällt bei einem weiteren Besuch Bühlings auf, und er bemerkt auch die Kameras, die in der Wohnung angebracht wurden.
Hannah erwartet, dass ihr „Vater“ sie und ihren Bruder abholt. Sie spricht wie auch schon im Haus mit den Kameras der Einrichtung und bemüht sich, die Regeln ihres Vaters einzuhalten. Sie nimmt ein Buchgeschenk von Schwester Ruth an. Diese hatte Hannah während ihres Krankenhausaufenthalts betreut und zeigt ihr Geschenk stolz in eine Kamera. Schwester Ruth findet dies sehr beunruhigend und versucht, die ermittelnden Beamten zu informieren. Wenig später wird sie tot in ihrer Wohnung aufgefunden. Im Gespräch mit Jonathan und Hannah wird klar, dass Lena zur Weihnachtszeit an einer Infektion nach der Geburt eines weiteren Kindes gestorben ist, weil der Entführer keinen Arzt gerufen hatte.
Matthias besucht Hannah regelmäßig in der Einrichtung, zeigt hingegen kein Interesse an Jonathan. Er will Hannah zu sich nach Hause holen und ignoriert dabei völlig die Gefühle seiner Frau. Hannah findet ihr Kuscheltier Fräulein Tinki und Jonathan eine identische Schneekugel, wie sie sie im fensterlosen Haus hatten. Bühling erfährt, dass es ein Datenleck in der Kindereinrichtung gab, kann jedoch keinen Zusammenhang zum Tod von Schwester Ruth herstellen.
Florian Sudhof, Lenas ehemaliger Freund, besucht Karin Beck zu Hause. Er wird für einen Genabstrich ins Präsidium geladen. Es wird vermutet und bestätigt, dass Lena zum Zeitpunkt der Entführung bereits mit Hannah schwanger war. Er will jedoch keine Verantwortung für Hannah übernehmen. Klaus Reinhard, der für die Sicherheitsfirma des Militärgeländes arbeitete, wird nach verschwundenem Überwachungsequipment befragt und wenig später zur Befragung ins Präsidium geladen. Auch er muss eine Genprobe abgeben.
Jasmin hat erfahren, dass es weitere Frauen vor ihr gab, die entführt wurden, und beginnt nun wieder Kleidung wie im fensterlosen Haus zu tragen. Bühling beginnt die Wohnung von Jasmin zu überwachen. Der Unfallfahrer wurde identifiziert und Jasmins Lüge aufgedeckt. Sie erhält Anweisungen, die Wohnung zu verlassen. Bühling folgt ihr daraufhin.
Hannah wird von ihrem Großvater aus der Einrichtung geholt. Hannah erzählt Matthias von Sarah, der Tochter, die zusammen mit Lena gestorben ist. Karin kann nicht länger mit der Situation umgehen und verlässt das Haus. In der Nacht versucht Hannah, das Haus zu verlassen, wird aber von Matthias gestoppt. Am Morgen ist sie jedoch verschwunden und wieder bei ihrem „Vater“. Jonathan wartet darauf, dass sein Vater ihn abholt und zum neuen Haus bringt. Karin besucht Jonathan in der Einrichtung.
Hannah und Jasmin befinden sich wieder in der Gewalt des Entführers. Es handelt sich um Lars Rogner, den Chef der Sicherheitsfirma des Militärgeländes, dessen Mutter große Ähnlichkeit mit Lena Beck hatte. Hannah bittet ihren Vater, Schwester Ruth als Oma zu „holen“ und mit ins neue Haus zu nehmen. Da dies nicht geht, verspricht der Vater, Hannah einen Wunsch zu erfüllen. Hannah wünscht sich daraufhin, ans Meer zu einem Leuchtturm in Egmond zu fahren. Jasmin fragt, warum sie am Leben gelassen wurde und Hannah antwortet, dass sie es sich so gewünscht habe.
In einer Rückblende sieht man, wie Jonathan seine zerbrochene Schneekugel beweint, und der Entführer bewusstlos am Boden liegt. Hannah nimmt sich eine Scherbe und verfolgt Jasmin. Es ist Hannah, die den Unfallfahrer niederschlägt. Der Entführer findet sie wenig später und Hannah sagt, sie brauchen einen Krankenwagen für diese „Mama“, da Jasmin wie ihre erste Mama sei. Sie sagt: „Diesmal muss ein Krankenwagen kommen.“ Hannah und der Entführer bereiten alles vor und rufen einen Krankenwagen.
Am Meer angekommen, täuscht Jasmin einen Anfall vor, sticht Rogner mit einer in ihrer Slipeinlage versteckten Glasscherbe von der Glaskugel nieder und tötet ihn. Jasmin zeigt Hannah danach das Meer. In Rogners Garten werden später Lenas Überreste gefunden.

## Figuren
| Figur                 | Darsteller                |
| --------------------- | ------------------------- |
| „Lena“ (Jasmin Grass) | Kim Riedle                |
| Lena Beck             | Jeanne Goursaud           |
| Hannah                | Naila Schuberth           |
| Jonathan              | Sammy Schrein             |
| Aida Kurt             | Haley Louise Jones        |
| Gerd Bühling          | Hans Löw                  |
| Matthias Beck         | Justus von Dohnányi       |
| Krankenschwester Ruth | Birge Schade              |
| Ines Reisig           | Seraphina Maria Schweiger |
| Karin Beck            | Julika Jenkins            |
| Dr. Hamstedt          | Özgür Karadeniz           |
| Sven                  | Juri Senft                |
| Lars Rogner           | Christian Beermann        |

## Episoden
| Nr. (ges.) | Nr. (St.) | Originaltitel | Zusammenfassung | Erstausstrahlung D |
| ---------- | --------- | ------------- | --- | ------------------ |
| 1          | 1         | Hannah        | Lena und das Mädchen Hannah sowie der Junge Jonathan befinden sich in der Gewalt eines Entführers. Lena und Hannah können zwar fliehen, doch Lena wird auf der Flucht von einem Auto angefahren und schwer verletzt. Hannah, die Lena als ihre Mutter bezeichnet, nennt den Notärzten die Blutgruppe ihrer Mutter. Hannah erklärt einer Krankenschwester, dass ihre Mutter aus Versehen ihren Papa umbringen wollte. Der Kommissar Büling glaubt, dass es sich bei Lena um eine Frau handeln könnte, deren Verschwinden er vor 13 Jahren untersucht, aber nicht enträtseln konnte. Büling informiert die Eltern der damals verschwundenen Lena, Matthias und Karin Beck. Bei einer Not-Operation stellt sich heraus, dass die von Hannah angegebene Blutgruppe falsch war. Von Hannah erfährt die Krankenschwester, dass sie noch einen Bruder hat, und dass sie in einer Wohnung mit verdunkelten Fenstern leben, bei der der Sauerstoff durch eine Belüftungsanlage kommt, und dass die Wohnung nicht gefunden werden soll. Im Krankenhaus sagen die Becks aus, dass es sich bei Lena nicht um ihre Tochter handele, erkennen aber eine verblüffende Ähnlichkeit zwischen Hannah und ihrer Tochter. | 7. Sep. 2023       |
| 2          | 2         | Großvater     | Gerd berichtet der ermittelnden Polizistin Aida, dass er früher ein Nachbar von Lena war, und dass Hannah in der Tat aussähe wie die junge Lena. Hannah nennt Matthias Beck in einem Gespräch mit einer Krankenschwester und einem Psychotherapeuten ihren Großvater, den sie bei einem Ausflug schonmal getroffen hätte. Die Verletzte im Krankenhaus befürchtet, schwanger zu sein. Aida ordnet an, dass ein Suchtrupp ein militärisches Sperrgebiet durchsucht, um die Wohnung zu finden, wo Hannahs Bruder vermutet wird. Bei der Durchsuchung explodiert eine Sprengfalle und zerfetzt einem Polizisten den Fuß. | 7. Sep. 2023       |
| 3          | 3         | Das Haus      | In einer Rückblende wird gezeigt, wie die Verletzte einst entführt und von ihrem Entführer kontinuierlich mit Lena angesprochen wurde, bis diese auf den Namen reagierte. Außerdem färbte er ihr die Haare blond. Auf dem militärischen Sperrgebiet wird die Unterkunft entdeckt, in der sich Jonathan sowie die stark entstellte Leiche eines Mannes befand. Büling sieht in der Unterkunft, dass an Hannahs Bett ein Gesicht ihres Großvaters gemalt war, bevor ein weiterer Sprengsatz das Versteck zerstört. Die Verletzte im Krankenhaus erklärt Büling, dass sie fünf Monate in dem Haus verbrachte, und dass sie dem Entführer vor ihrer Flucht mit einer Schneekugel auf den Kopf geschlagen hat. In einer weiteren Rückblende sieht man, wie der Entführer die Frau den beiden Kindern mit den Worten „Die Mama ist wieder da.“ vorstellt. Sie soll nun die Rolle der Mutter und der Ehefrau übernehmen. Die vermeintliche Lena im Krankenhaus gibt an, dass sie Jasmin Grass heißt, aber dass sie nicht für die starken Schnitte im Gesicht der Leiche verantwortlich sei. Bei der Autopsie des Toten stellt sich heraus, dass die Schnitte post mortem zugefügt wurden, und dass es sich nicht um den Vater der Kinder handelt. Zudem stellt sich heraus, dass Jonathan und Hannah zwar die gleiche Mutter, aber nicht den gleichen Vater haben. | 7. Sep. 2023       |
| 4          | 4         | Regeln        | In einer Rückblende wird Jasmins Entführung gezeigt. In der Gegenwart verlässt sie auf eigenen Wunsch die Klinik, scheint aber in ihrem Kopf weiter die Stimme des Entführers zu hören. Auf dem Gelände rund um das frühere Versteck werden weitere Leichen gefunden, jedoch nicht die von Lena. Die Polizei schließt daraus, dass es weitere Frauen zwischen Lena und Jasmin gab, die die Mutterrolle übernehmen mussten. Die Krankenschwester, die zu Hannah eine enge Beziehung aufgebaut hat, wird zuhause erschlagen. Bei der im Haus gefundenen Leiche handelt es sich um den Fahrer, der Jasmin nach ihrer Flucht angefahren hat. Jasmin sagt jedoch anscheinend unter psychischem Druck durch den eigentlichen Täter gegenüber Bühling aus, es handele sich um den Täter. | 7. Sep. 2023       |
| 5          | 5         | Geschenke     | Bühling bittet frühere Bekanntschaften von Lena zu einem DNA-Test. Dabei stellt sich einer als Vater von Hannah heraus. Jasmin unternimmt einen Selbstmordversuch. Bühling hatte einst eine Affäre mit Karin, von der Matthias weiß. Jasmin färbt sich erneut die Haare blond und zieht sich an wie Lena. Hannah kündigt Jonathan an, dass die Familie bald wieder zusammengeführt wird. Der frühere Entführer hat Kameras in Jasmins Wohnung installiert, und beabsichtigt, sie erneut zu entführen. | 7. Sep. 2023       |
| 6          | 6         | Für Lena      | Aida findet heraus, dass Jasmin die Leiche fälschlich als den Täter identifiziert hat. Der eigentliche Täter ist Lars Rogner, der Chef der Sicherheitsfirma, die das Militärgelände überwacht, auf dem die Entführungsopfer gefangengehalten wurden. Zudem ähnelte Lena seiner Mutter, die die Familie früh verlassen hat. In einem Rückblick wird die Nacht der Flucht gezeigt, in der Jasmin den Täter niedergeschlagen, jedoch nicht getötet hat, und wie der Entführer anschließend Hannah und Jonathan für seine weiteren Pläne instrumentalisiert. In der Gegenwart gelingt es Rogner, Hannah und Jasmin erneut mitzunehmen. Als Geschenk für Hannah will er zuerst zum Meer fahren, wo er von Jasmin mit einer versteckten Scherbe tödlich verletzt wird. | 7. Sep. 2023       |

## Entstehung
Die Serie basiert auf dem gleichnamigen Roman von Romy Hausmann. Zu der Geschichte wurde Hausmann u. a. durch die Entführung von Natascha Kampusch inspiriert.
Für die Musik zeichneten der zweifache Oscar-Gewinner Gustavo Santaolalla und Juan Luqui verantwortlich.
Dreharbeiten
Unter anderem wurde in Alfter und in Bonn gedreht. So diente das Verlagshaus des General-Anzeiger Bonn als Polizeistation, die Alanus Hochschule in Alfter diente als Kulisse der Kindereinrichtung.

## Veröffentlichung und Erfolg
Die sechs Folgen wurden am 7. September 2023 bei Netflix online gestellt.
In den ersten zwei Wochen nach Veröffentlichung war Dear Child (internationaler Titel von Liebes Kind) auf Netflix die meistaufgerufene nichtenglischsprachige Serie; sie befand sich in mehr als 90 Ländern in den Serien-Top 10.

## Rezeption
Die Kritik nahm die Serie sehr wohlwollend auf. Oliver Gaebel hält auf Spiegel Online fest, dass die „düstere, spannende Serie (…) den Mut findet, unbequeme Fragen zu stellen“ und attestiert der Serie ein „Krimi-Kammerspiel der Extraklasse“ zu sein.
Julian Weinberger hebt bei Prisma insbesondere die intensive erste Folge sowie die schauspielerische Leistung von Justus von Dohnányi hervor und merkt an, dass „jede Menge falsche Fährten und verklausulierte Hinweise auf den Täter“ für Spannung sorgen. Zugleich kritisiert er, dass sich die Serie im Verlauf „zunehmend weg vom sensibel erzählten Familiendrama hin zur recht konventionellen Krimiserie entwickelt“, was den insgesamt guten Gesamteindruck trübe.

## Auszeichnungen
Bei den 52. International Emmy Awards in New York gewann Liebes Kind im November 2024 den Preis in der Kategorie „Fernsehfilm/Miniserie“.